# Stela Moghioroș
Stela Moghioroș (n. Esther Radoșovețkaia, 4 aprilie 1909, Tighina, Imperiul Rus -- d. 12 iulie 1990, Mihăești, Vâlcea) a fost un lider comunist român de origine rusă și evreiască, soția lui Alexandru Moghioroș.

## Biografie
Era de profesie ziaristă. În anul 1929 a devenit membru al PCR. A fost membru al CC al PMR, director general adjunct la Agerpres (din 1954).

## Distincții
- Ordinul „Steaua R.P.R.” clasa a III-a (1948),
- Ordinul „Apărarea Patriei” clasa I-a (1949),
- Medalia „A cincea aniversare a Republicii Populare Române” (24 decembrie 1952) „pentru lupta și munca duse în vederea făuririi, consolidării și prosperării Republicii Populare Române”[2]
- Ordinul „23 August” clasa a III-a (12 august 1959) „pentru merite deosebite în opera de construire a socialismului”[3]
- Medalia „40 de ani de la înființarea Partidului Comunist din Romînia” (6 mai 1961) „pentru activitate îndelungată în mișcarea muncitorească și merite în opera de construire a socialismului”[4]
- Medalia Eliberarea de sub jugul fascist [5]
- Ordinul Muncii clasa a II-a (10 iulie 1965) „pentru merite deosebite în realizarea sarcinilor prevăzute în Directivele celui de al III-lea Congres al Partidului Muncitoresc Român”[6]
- Ordinul „Tudor Vladimirescu” clasa a IV-a (30 aprilie 1966) „cu prilejul celei de-a 45-a aniversări de la înființarea Partidului Comunist din România, pentru îndelungată activitate în mișcarea muncitorească și merite deosebite în opera de construire a socialismului”[7]
- titlul de Erou al Muncii Socialiste și medalia de aur „Secera și ciocanul” (4 mai 1971) „cu prilejul aniversării a 50 de ani de la constituirea Partidului Comunist Român, [...] pentru activitate îndelungată în mișcarea muncitorească și merite deosebite în opera de construire a socialismului în patria noastră”[8]
- Ordinul „23 August” clasa I (21 august 1979) „pentru contribuția deosebită adusă la înfăptuirea politicii Partidului Comunist Român de făurire a societății socialiste multilateral dezvoltate în patria noastră, cu prilejul celei de-a 35-a aniversări a revoluției de eliberare socială și națională, antifascistă și antiimperialistă”[9][10]
- Ordinul „Tudor Vladimirescu” clasa a II-a (20 august 1984) „pentru contribuția deosebită adusă la înfăptuirea politicii Partidului Comunist Român de făurire a societății socialiste multilateral dezvoltate în patria noastră, cu prilejul celei de-a 40-a aniversări a revoluției de eliberare socială și națională, antifascistă și antiimperialistă”[11]